# Maartje Wortel

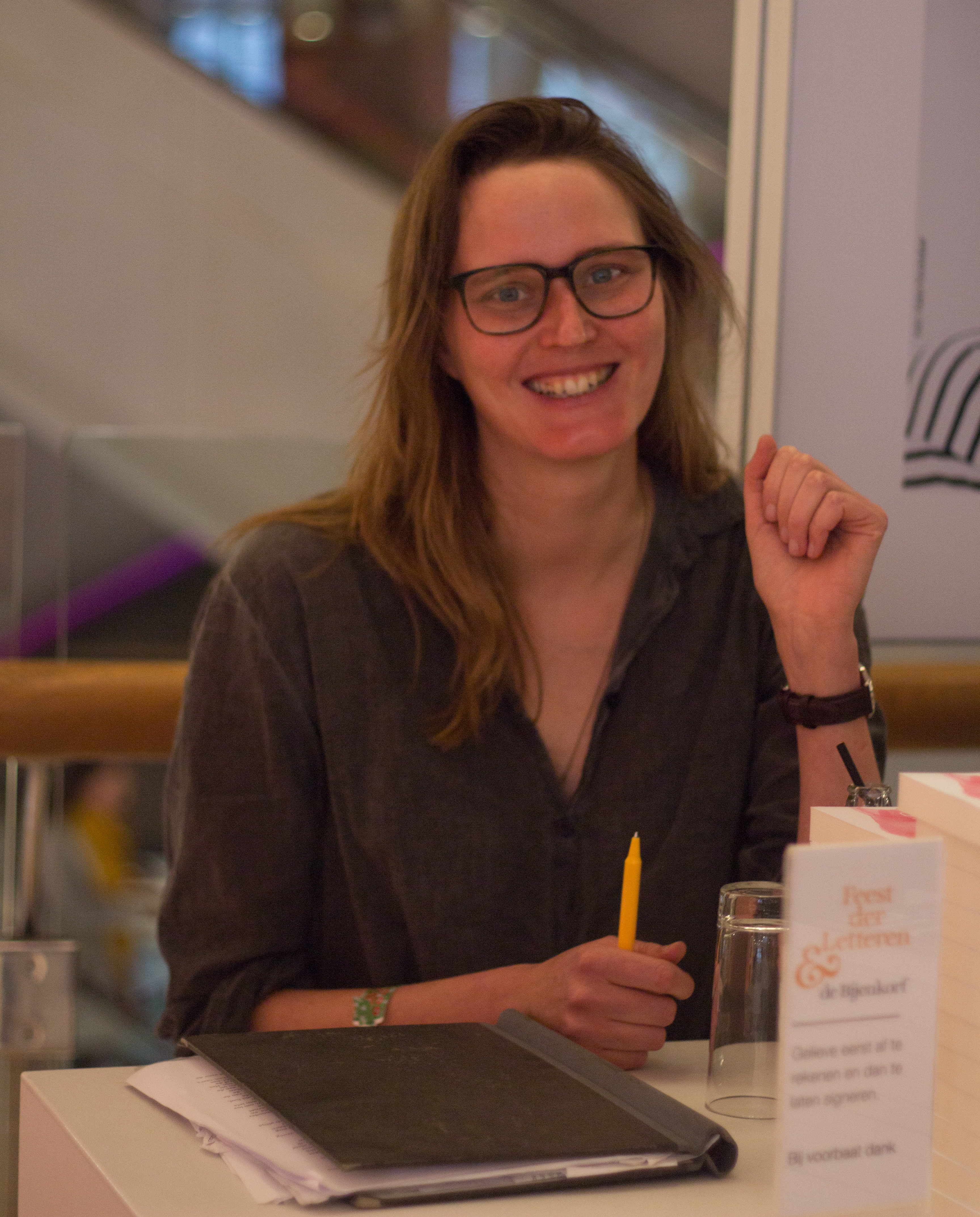
Maartje Wortel, 2016

Maartje Wortel (* 26. Oktober 1982 in Eemnes) ist eine niederländische Schriftstellerin.
Wortel besuchte nach der weiterführenden Schule im nordholländischen Laren für ein Jahr die Akademie für Journalistik in Tilburg (Academie voor Journalistiek), bevor sie eine Ausbildung zu „Bild und Sprache“ an der Gerrit-Rietveld-Akademie in Amsterdam begann.
Bevor sie 2009 ihr erstes Buch veröffentlichte, schrieb sie Erzählungen für Literatur-Zeitschriften wie das Passionate Magazine, De Brakke Hond und De Gids und Kolumnen in den Zeitungen Nrc.next und Trouw.
Ihr Debüt hatte Maartje Wortel 2009 mit dem Erzählband Dit is jouw huis (Dies ist dein Haus), für das sie 2010 den Anton Wachterprijs erhielt. Ihr erster Roman Half Mens (2011) wurde für den BNG Nieuwe Literatuurprijs nominiert. 2014 schrieb sie den Roman IJstijd und im Jahr darauf den Erzählband Er moet iets gebeuren.
Maartje Wortel ist die Tochter des Kleinkünstlers Gerard Wortel. Ihr Bruder heißt Bas. Sie wohnt und arbeitet in Amsterdam.

## Bibliografie
- 2015: Er moet iets gebeuren (Es muss etwas geschehen) – Erzählband[4]
- 2014: IJstijd (Eiszeit) – Roman[5]
- 2011: Half mens (Halb Mensch) – Roman[6]
- 2009: Dit is jouw huis (Dies ist dein Haus) – Erzählsammlung[7][8]

## Auszeichnungen
- 2007: Jurypreis im landesweiten Finale des Schreiberwettstreits Write Now!
- 2010: Anton Wachterprijs für Dit is jouw huis[9]
- 2010: Nieuwe Proza Prijs Venlo für Kranten[10]
- 2012: Gouden Nationale Twittergala Cup Spui25[11]
- 2014: BNG Nieuwe Literatuurprijs für IJstijd (Eiszeit)[12]

### Nominierungen
- 2010: BNG Nieuwe Literatuurprijs für den Roman Half Mens
- 2010: Opzij-Literaturpreis für Half Mens
- 2010: Diorapthe Jongeren Prijs für Half Mens
- 2010: AKO Literatuurprijs (Longlist/Tiplijst) für Half Mens
- 2014: Volkskrant literair talent für IJstijd
- 2015: Libris Literatuurprijs (Longlist) für IJstijd
- 2015: Gouden Boekenuil (Longlist) für IJstijd
- 2016: Fintro-Literaturpreis (Longlist) für Er moet iets gebeuren